# Björröd
Björröd är ett bostadsområde i tätorten Landvetter i Landvetters socken i Härryda kommun  belägen sydost om centrala Landvetter. Det var tidigare klassificerat som en egen tätort men sedan tätortsavgränsningen för 2005 räknas det som en del av Landvetter. År 1990 klassades orten som småort med namnet Björröd och Skällsjöås.
Bebyggelsen består av villor. Norr om bostadsområdet, längs vägen mot Landvetter, ligger Björröds industriområde.